# David van Dantzig
David van Dantzig (Rotterdam, 23 de setembro de 1900 — Amsterdam, 22 de julho de 1959) foi um matemático neerlandês, conhecido pela construção dos pares de solenóides de van Dantzig.

## Carreira
Ele foi professor na Delft University of Technology em 1938, e na Universidade de Amsterdã em 1946. Foi um dos fundadores do National Research Institute for Mathematics and Computer Science em Amsterdam.
Inicialmente Van Dantzig estudou geometria diferencial, eletromagnetismo e termodinâmica. Seu trabalho mais importante foi na álgebra abstrata e na adição para sua tese de doutorado. Ele estudou metrisação de grupos, anéis e espaços.
Depois da Segunda Guerra Mundial ele mudou seu interesse e trabalhou com probabilidade e estatística.

## Publicações
Livros, uma seleção:
- 1931. Studien over topologische algebra. Doctoral thesis University of Groningen.
- 1932. Over de elementen van het wiskundig denken : voordracht. Rede Delft. Groningen: Noordhoff.
- 1938. Vragen en schijnvragen over ruimte en tijd : een toepassing van den wiskundigen denkvorm.  Inaugurale rede Technische Hogeschool te Delft
- 1948. De functie der wetenschap: drie voordrachten, met discussie. com E.W. Beth and C.F.P. Stutterheim. 's-Gravenhage: Leopold

Artigos, uma seleção:
- D. van Dantzig, C. Scheffer "On hereditary time discrete stochastic processes, considered as stationary Markov chains, and the corresponding general form of Wald’s fundamental identity," Indag. Math. (16), No.4, (1954), p. 377–388
- Dantzig, D. van. 1956. Economic decision problems for flood prevention. Econometrica 24(3) 276–287.